# Калеврас, Эфтимиос
Эфтимиос Калеврас (греч.  Ευθύμιος Καλεβράς; 1929, Катахас, Салоники, Греция — 11 декабря 2011, Салоники, Греция) — греческий скульптор. Автор многих скульптурных памятников, установленных в македонской столице, городе Салоники.

## Биография
Эфтимиос Калеврас родился в селе Катахас, Пиерия, Центральная Македония.
Поступил в Афинскую школу изящных искусств, где был учеником известного греческого скульптора Апартиса. Завершил учёбу в 1967 году Начал участвовать в личных и групповых выставках с 70-х годов. Неоднократно получал призы на многих конкурсах скульптуры.
Кроме Апартиса, влияние на его работу оказали Мур, Генри Спенсер и Роден, Огюст.

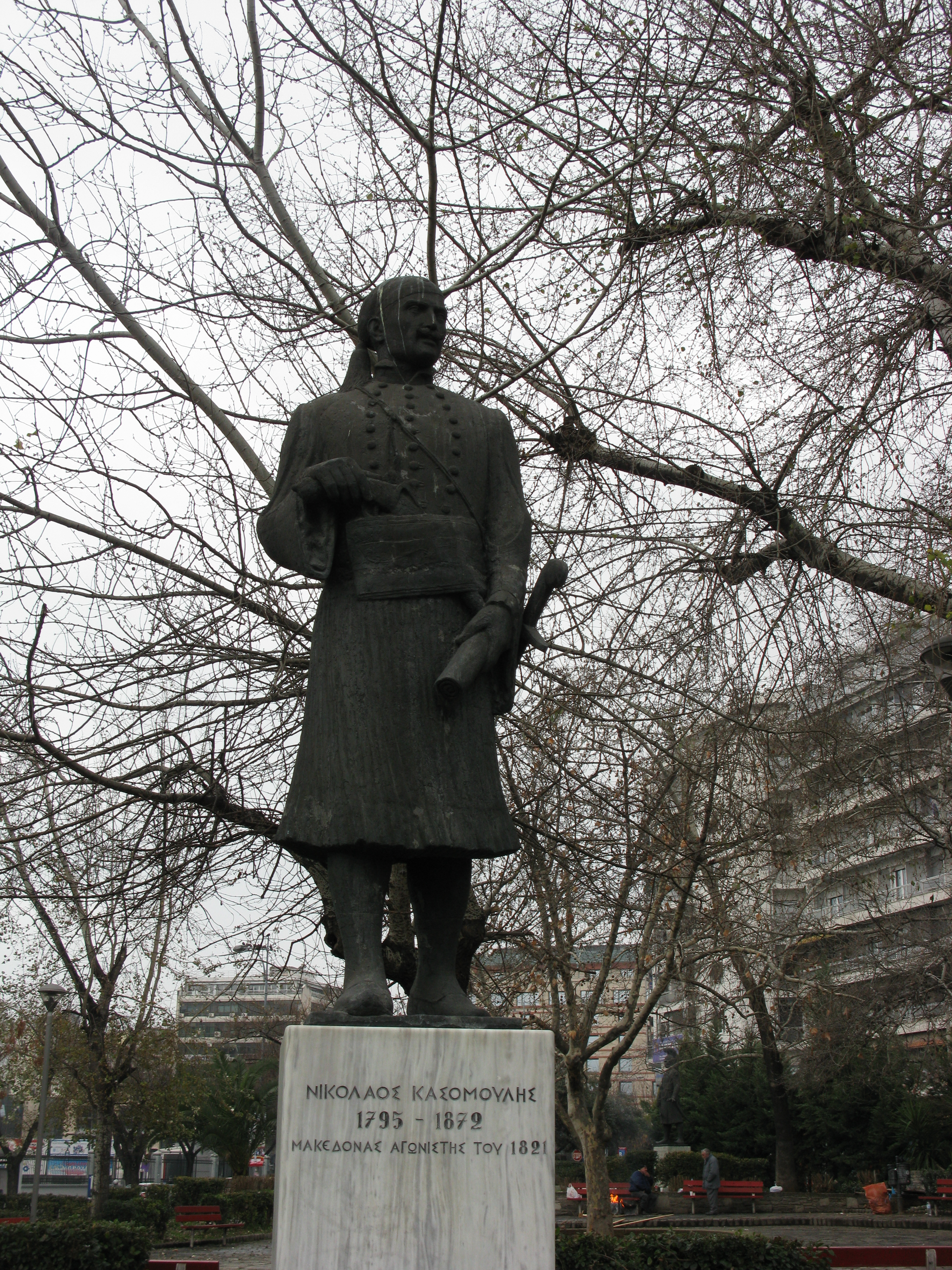
Статуя Николаоса Касомулиса.

Является автором многих бюстов и памятников установленных в македонской столице, городе Фессалоники, таких как бюст археолога Андроникоса, статуя участника и мемуариста Греческой революции 1821 года Николаоса Касомулиса, монумент Национального Сопротивления 1941—1944 в салоникском муниципалитете Ставруполис.
Калеврас по отцовской линии имеет понтийское происхождение, что сказывается в его работах, таких как «Монумент Геноцида понтийцев» в афинском муниципалитете Каллитеа, «Монумент Холокоста Санты» (греч.  Μνημείο Ολοκαυτώματος της Σάντας ) у храма Новая Панагия Сумела на горе Вермион и памятник «Понтийскому Попу и Учителю» в городе Фессалоники.
Многие из его скульптур находятся в частных коллекциях в Греции и США.
Скульптор продолжает жить и работать в своём родном Катахасе.

## Избранные выставки[3]
Личные
- Международная выставка в Салониках — Зал почтового банка (1983)
- Культурный центр города Катерини (1984)
- Зал искусств Леонардо, Салоники (1986)

Групповые
- Всегреческая (1970)
- Культурный центр города Катерини (1980)
- Все-северогреческое общество Салоник (1985)

## Избранные работы
Избранные работы:

### В Салониках
- «Памятник погибшим жандармам» («Μνημείο Πεσόντων Χωροφυλακής») у штаба 3-го корпуса армии.
- Статуя мученика Патриарха Григория (город Неа-Миханьона[греч.]).
- Статуи Теодороса Колокотрониса и Николаоса Касомулиса.
- Бюсты педагогов Александроса Делмузоса и Милтоса Кунтураса у Экспериментальной школы при Университете Аристотеля в Салониках.
- Бюст археолога Манолиса Андроникоса в парке у Археологического музея Салоник.

### ВИматии
- Понтийский акрит (2008)[6].
- Бюсты македономахов (борцов за воссоединение Македонии с Грецией) Теохариса Кугаса и отца Антония.

## В Пиерии
- Статуя базилевса Филиппа II Македонского на побережье Пиерийской Метони[7]

### Другие скульптуры
- Объятие — Αγκάλη
- Несправедливо погибшая — Αδικοχαμένη
- Отчаяние — Απόγνωση
- Экстаз- Έκσταση (1980)
- Плач — Θρήνος
- Девушка с голубем — Η κοπέλα με το περιστέρι (πέτρα, 1984)
- Цикл- Κύκλος (1959)
- Мать — Μάνα
- Материнство — Μητρότης
- Три Грации — Οι Τρεις Χάριτες (1997)
- Мечтательность — Ρέμβη
- Нежность — Τρυφερότητα
- Фантазии — Φαντασιώσεις
- Поцелуй — Φιλί (μάρμαρο, 1972)
- Душа — Ψυχή